# Volkert Martens
Volkert Martens (* 20. November 1897 in Oevenum auf Föhr; † 31. Oktober 1972) war ein deutscher Politiker (CDU). Er war von 1954 bis 1967 Mitglied des Landtags von Schleswig-Holstein.

## Ausbildung und Beruf
Nachdem Martens das Real-Pädagogium in Wyk auf Föhr und die Oberrealschule in Sonderburg absolviert hatte, war er von 1919 bis 1925 als selbstständiger Kaufmann in Oevenum tätig. 1925 wurde er selbständiger Landwirt und Domänenpächter, ab 1935 bewirtschaftete er einen 50 ha großen Bauernhof.

## Politik
Martens war bereits seit 1932, mit Unterbrechung von 1939 bis 1947, Kommunalvertreter. Im Jahr 1948 wurde er Mitglied des Husumer Kreistages, bis 1955 war er stellvertretender Kreispräsident, danach Kreispräsident. Bei den Landtagswahlen 1954, 1958 und 1962 wurde Martens jeweils im Wahlkreis 5 (Husum-Land) als Direktkandidat der CDU in den schleswig-holsteinischen Landtag gewählt, er war Abgeordneter vom 11. Oktober 1954 bis zum 28. April 1967. Martens war Mitglied im Agrar- und im Finanzausschuss des Landtags.
Er nahm am 1. Juli 1959 als Ersatzmitglied an der dritten Bundesversammlung teil, bei der Heinrich Lübke zum Bundespräsidenten gewählt wurde.
Martens wurde 1965 das Verdienstkreuz 1. Klasse der Bundesrepublik Deutschland verliehen.